# 갸루 소네
소네 나츠코(일본어: 曽根菜津子 1985년 12월 4일 ~ )는 일본의 대식가이자 텔런트이다.

## 수상 및 경력
- 2006년 일본 “많이 먹기 여왕“ 우승
- 2007년 일본 “많이 먹기 여왕“ 우승

## 같이 보기
- 안젤라 사토
- 미야케 토모코
- 키노시타 유우카
- 스가와라 하츠요